# 鹿野琢見
鹿野 琢見（かの たくみ、1919年4月15日 - 2009年10月23日）は、日本の弁護士。1969年、東京第二弁護士会副会長。弥生美術館および竹久夢二美術館を創設し理事長を務めた。また立原道造記念館の創設にも関わり同館理事長を務めた。

## 略歴
- 1919年、宮城県栗原郡（現栗原市）に生まれる。
- 1929年、雑誌「日本少年」で高畠華宵の『さらば故郷!』をみる
- 1936年、小学校教員となる
- 1940年4月、仙台野砲兵第二連隊に入隊
- 1943年4月、陸士予科入校
- 1945年8月、復員
- 1946年4月、東北帝国大学法文学部入学、1949年、同卒業
- 1950年、最高裁判所司法修習生となる
- 1952年、弁護士登録、東京第二弁護士会所属
- 1964年、弥生町町名変更訴訟の原告団となる[2]
- 1965年3月、高畠華宵（当時76歳）の消息を知る。以降、華宵と書信のやりとりをする。のち『新さらば故郷!』を贈られる[3]
  - 自宅に「華宵の間」をつくり華宵を招く。華宵会を発足。
- 1966年7月、華宵没す。その後、親族より華宵の著作権を譲渡される[4]
- 1984年6月、弥生美術館創設
- 1990年11月、竹久夢二美術館創設
- 1997年3月、立原道造記念館創設
- 2009年10月23日、肺炎のため死去

## 人物

### 高畠華宵関連
1929年（昭和4年）発行の雑誌『日本少年』の巻頭口絵は高畠華宵の「さらば故郷！」であった。当時10歳であった鹿野は強烈に感動し、出征するまで勉強部屋に保管しておいたが、敗戦により復員したときには失われていた。
1965年（昭和40年）3月に華宵（当時77歳）が兵庫県の明石愛老園にいることを知り、「『さらば故郷！』のような絵を再び描いていただければ…」と手紙を送る。華宵からは折り返し返事があり、その後『新さらば故郷！』を送られるに至った。自宅には、華宵作品を集めた「華宵の間」をつくり、一般にも公開するようになった。華宵も度々滞在することになった。10月には「華宵会」を結成した。
1966年（昭和41年）7月31日、華宵没す。看取ったのは鹿野と加藤謙一であった。鹿野は告別式を営み「さし絵葬」と命名した。

## 著書
- 『弁護するこころ』 第一法規出版、1982年[7]
- 『法のまにまに』 海竜社、1982年

## 寄稿・関連書籍
- 「華宵画伯と私」 『高畠華宵名作画集』 講談社、1967年
- 「座談会 高畠華宵を語る」 『想いでの華宵絵ごよみ』 ノーベル書房、1969年
- 「華宵先生回想」・「華宵先生の死を弔うの辞」『画家の肖像 高畠華宵の伝記と作品』（高畠華晃編著） 「画家の肖像」高畠華宵の伝記と作品刊行会、1971年
- 「大衆の中に生きつづけた画家」 『高畠華宵名画大集』 講談社、1976年
- 「晩年の華宵」　『日本の童画6　高畠華宵/蕗谷虹児/中原淳一』　第一法規出版、1981年
- 「創設にあたり」　『弥生美術館 夢二と大正ロマンの画家たち』　弥生美術館、1984年
- 「序にかえて」　『高畠華宵名画集　優美、華麗な叙情画の世界』　講談社、1984年
- 「泣き虫華宵」 『別冊太陽 高畠華宵 美少年・美少女幻影』 平凡社、1985年
- 「さらば故郷！ との出会い」 『生誕100年 大正ロマンを描いた 高畠華宵展』 朝日新聞社、1988年
- 「中原さん回顧」 『中原淳一の世界 図録』 讀賣新聞社、1989年
- 「創設にあたり」 『弥生美術館 大衆のこころに生きた絵画家たち』 弥生美術館、1990年
- 「ごあいさつ」 『竹久夢二美術館 -その美と愛と悲しみ-』 竹久夢二美術館、1991年
- 「夢二と華宵 - そのプロフィール」 『大正・昭和のロマン画家たち 竹久夢二 高畠華宵 蕗谷虹児展』 毎日新聞社、1994年
- 「立原道造記念館の設立」 『立原道造（「国文学解釈と観賞」別冊）』 至文堂、2001年
- 「私のとっておき」　読売新聞、2002年1月28日（32面都民版記事）
- 「鹿内弁護士の弁」　さくら隆『パンダと覚せい剤』 共栄書房、1982年[7]